# 千島ガーデンモール

千島ガーデンモール（ちしまガーデンモール）とは、大阪市大正区千島に位置する、住友商事系の住商アーバン開発が運営する複合商業施設。
計画は千島土地株式会社が担当。基本構想及びデザインはインタープランが監修。

## 概要

### 建設前
当地は栗本鐵工所創業の地で、1909年（明治42年）に操業を開始した千島工場があった。同工場は生産拠点再構築のため2002年（平成14年）に閉鎖され、工場跡地に千島ガーデンモールが建設された。
2000年6月30日、大阪市議会文教経済委員会にて「千島土地（株）の大正区における大規模小売店舗出店計画に対する陳情書」（大正区商店会連盟により請願）及び「千島土地（株）の大正区に於ける大型店出店計画に反対する陳情書」（大正民主商工会により請願）について、日本共産党の瀬戸一正市会議員が質問者となって審議された。その中では、当時計画段階の千島ガーデンモールが大正区内の小売店舗の全面積の3割を占める問題などの議論が行われた。結果、大正区商店会連盟の陳情書が全会一致で採択され、大正民主商工会の陳情書は一事不再議の原則により議決不要の取り扱いとなった。

### 建設後
2001年1月に開業し、現在に至る。

## テナント一覧
地上1階建で、飲食施設は4店舗、物販施設は10店舗が入居している。

### 飲食施設
- ワンカルビplus+ 大正店
- バーミヤン 大正千島店
- さぬきうどん 香川西村
- 窯出しぱん工房 ロンパル 千島ガーデンモール店

### 物販施設
- スーパーマルハチ 大正店
- デイリーファッションパレット 千島ガーデンモール店
- セリア 千島ガーデンモール店
- BOOK OFF 大阪千島ガーデンモール店
- メガネの愛眼 大正千島店
- ドコモショップ 千島ガーデンモール店
- ソフトバンク 千島ガーデンモール店
- シュープラザ 千島ガーデンモール店
- キリン堂 大正CGM店
- ホームセンターコーナン 大正千島店

## アクセス

### 鉄道・バス
- 大阪環状線・地下鉄長堀鶴見緑地線 大正駅より南へ約1.8km
  - 大阪シティバス（94号系統のみ）「千島団地前」バス停すぐ
  - 大阪シティバス「千島」バス停より東へすぐ

### 自動車
- 施設内周辺には420台収容の駐車場がある。

### 自転車
- 施設内には駐輪場が随所に複数ある。

### 渡船
- 落合上渡の渡船場より北西へ約550m。徒歩6分程度。

## 周辺施設
- 千島公園
- アゼリア大正
- UR都市機構 千島団地
- 阪神ゴルフセンター 大正店

### 南東に隣接する商業施設・店舗
- セカンドストリート 大正千島店
- エニタイムフィットネス 大正千島店
- レインボースタジアム 大正店
- やきとり屋とりどーる 大正店
- 天然温泉 こうわの湯
- ファミリーマート 大正千島一丁目店
- ジョリーパスタ 大正店